# That’s All Right
"That’s All Right" – rock and rollowa piosenka. Był to pierwszy singel w karierze Elvisa Presleya. Presley nagrał ją pod tytułem "That’s All Right, Mama".
W 2004 utwór został sklasyfikowany na 112. miejscu listy 500 utworów wszech czasów magazynu Rolling Stone.